# Montscheinspitze
La Montscheinspitze est une montagne qui s’élève à 2 106 m d’altitude dans les Karwendel, en Autriche.